# Metușael
A  nu se confunda cu Metusala, fiul lui Enoh.
Conform Genezei 4:18, Metușael era fiul lui Mehuiael, un urmaș al lui Cain, fiul lui Adam. Metușael este tatăl lui Lameh și bunicul lui Tubal-Cain.
„Enoh a fost tatăl lui Irad; Irad a fost tatăl lui Mehuiael; Mehuiael a fost tatăl lui Metușael; și Metușael a fost tatăl lui Lameh.”—Geneza 4:18
1. 1 2  18, Geneza
2. ↑  EIeBE / Lemeh[*] Verificați valoarea |titlelink= (ajutor)